# Complemento di moto da luogo
Nella sintassi della frase semplice, il complemento di moto da luogo indica il luogo dal quale qualcuno o qualcosa si muove.                         Il complemento risponde alle domande:                 "Da dove? Da quale luogo?".                                                        Si tratta di un complemento indiretto.

## Esempi
- La nave è salpata da Venezia.
- Non esco di casa da tre giorni.
- Lo zio è tornato da Roma.
- Siamo arrivati da Milano.
- Il vaso è caduto dal davanzale.
- I fiori sono stati portati per Giulia addirittura da Bologna.

## Varianti del complemento di moto da luogo
Esistono delle varianti del complemento di moto da luogo:
1. Il complemento di moto da luogo figurato, quando il luogo è astratto;
2. Il complemento avverbiale di moto da luogo, quando il complemento è costituito da un avverbio di luogo.

## Come si presenta il complemento
Il complemento può essere introdotto da:
- la preposizione da o, più raramente, di.